# Hans Christoph Drexel
Hans Christoph Drexel (2. dubna 1886 Königstein im Taunus – 3. března 1979 Mnichov) byl německý malíř a grafik.

## Život
V letech 1904–1905 studoval architekturu na Technické univerzitě Mnichov, v letech 1906–1907 navštěvoval pařížskou Julianovu akademii. Po studijním pobytu v Římě a cestách do Anglie a Francie se v roce 1911 přestěhoval do Hagenu, kde začal umělecky působit a také se zde spřátelil s některými dalšími německými malíři.
V období let 1923–1944 žil a pracoval v Berlíně, kde se mimo jiné setkal s Carlem Gustavem Jungem. V roce 1933 bylo jeho dílo společně s dílem mnoha dalších německých umělců odsouzeno nacistickým režimem jako zvrhlé umění a v roce 1937 vystaveno na výstavě Entartete Kunst v Mnichově. Po odchodu z Berlína v roce 1944 se v roce 1946 usadil v Mnichově. Od roku 1947 působil i jako pedagog.